# Paredes de Nava
Paredes de Nava is een gemeente in de Spaanse provincie Palencia in de regio Castilië en León met een oppervlakte van 128,98 km². Paredes de Nava telt 1.932 inwoners (1 januari 2016).

## Sport
Paredes de Nava was op 23 maart 2009 de startplaats van de 24ste editie van de wielerwedstrijd Ronde van Castilië en León. Die Spaanse etappekoers werd gewonnen door de Amerikaan Levi Leipheimer.

## Geboren in Paredes de Nava
- Alonso Berruguete, schilder
- Jorge Manrique (1440-1479), dichter
- Pedro Berruguete (1450-1503), schilder
- Antonio Vallejo-Nájera (1889-1960), fascistisch militair psychiater